# Bertha Benz

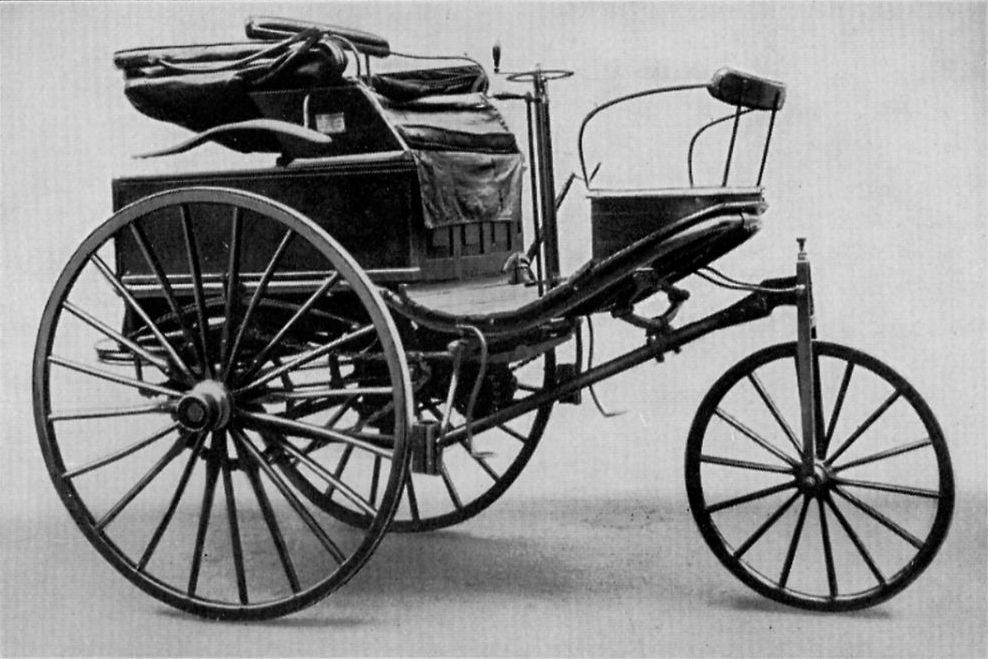
Benz Patent-Motorwagen Nr. 3 (1888)

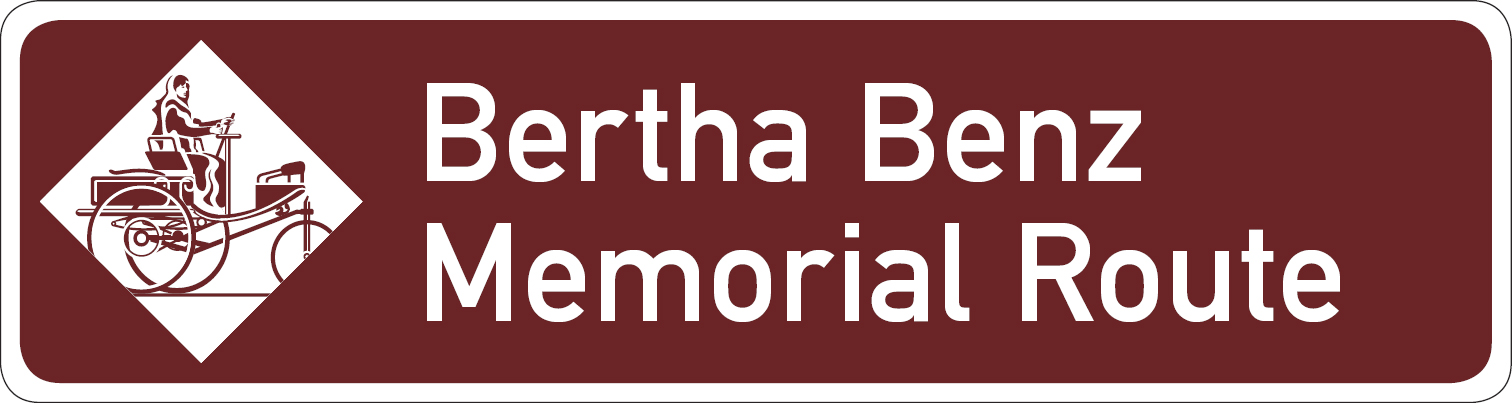
Bertha Benz Memorial Route, officiell informationsskylt

Cäcilie Bertha Benz, född Ringer 3 maj 1849 i Pforzheim i Baden-Württemberg, död 5 maj 1944 i Ladenburg i Baden-Württemberg, var en tysk affärskvinna, gift med Carl Benz och den första person som kört en längre biltur, år 1888.

## Biografi
Bertha Benz gifte sig med Carl Benz den 20 juli 1872. Redan dessförinnan hade hon blivit hans affärspartner. Carl Benz byggde sin första bil, Benz Patent Motorwagen Nr. 1, 1885. Under de första åren kördes bara korta teststräckor med mekaniker. Bilen sågs ännu inte som ett verkligt användbart alternativ till den klassiska hästdroskan.
Den 5 augusti 1888 tog Bertha Benz sina söner Richard och Eugen, utan sin mans vetskap, i en av hans nyaste bilar, och körde från Mannheim till Pforzheim, där Berthas mor bodde. Bensin köpte hon på apotek längs vägen. När hon avverkat sträckan på drygt 106 kilometer, skickade hon ett telegram till sin man och dagen efter återvände hon hem. När hon kom hem rapporterade hon till sin man vilka problem hon haft på vägen och kom med förslag på förbättringar, såsom en extra lågväxel för uppförsbackar. Hennes resa drog till sig uppmärksamhet och Benz uppfinning fick publicitet; resan visade att bilen var användbar mer än som kuriosa.
Bertha Benz dog 1944 vid 95 års ålder i Ladenburg, där Carl Benz verkstad funnits sedan de flyttade dit 1905.
Den väg som Bertha Benz körde fick 2008 namnet Bertha Benz Memorial Route och är skyltad som en turistväg. Utanför apoteket i Wiesloch, där Bertha Benz köpte bränsle, finns ett monument tillägnat hennes biltur.